# Archocentrus
Archocentrus is een geslacht van straalvinnige vissen uit de familie van cichliden (Cichlidae).

## Soorten
- Archocentrus centrarchus (Gill, 1877)
- Archocentrus multispinosus (Günther, 1867)
- Archocentrus spinosissimus (Vaillant & Pellegrin, 1902)